# Gai Antisti Vet (cònsol any 96)
Gai Antisti Vet (en llatí Caius Antistius Vetus) va ser un magistrat romà. Possiblement era fill de Gai Antisti Vet, cònsol l'any 50. Formava part de la gens Antístia i era de la família dels Vet.
Va ser elegit cònsol romà amb Gai Manli Valent al darrer any del regnat de Domicià, l'any 96.